# Jacksonella bidens
Espèce
Jacksonella bidens est une espèce d'araignées aranéomorphes de la famille des Linyphiidae.

## Distribution
Cette espèce se rencontre à Chypre et en Grèce à Samos.

## Description
Le mâle holotype mesure 1,51 mm et La femelle paratype 1,55 mm.

## Publication originale
- Tanasevitch, 2011 : On linyphiid spiders from the eastern and central Mediterranean kept at the Muséum d'histoire naturelle, Geneva. Revue Suisse de Zoologie, vol. 118, p. 49-91.